# Postres de soja
Unes postres de soja són un aliment que es prepara fent servir "llet de soja" (suc de soja), bacteris (Lactobacillus delbrueckii bulgaricus i Streptococcus salivarius thermophilus) i a vegades s'hi afegeixen edulcorants, com ara fructosa, glucosa o sucre. Sovint són anomenades iogurt de soja, tot i que la terminologia és incorrecta (no s'elaboren amb llet). De fet, a Espanya legalment no poden anomenar-se iogurt. Cal guardar-les al frigorífic.

## Preparació casolana
Es pot fer una preparació casolana fent servir els mateixos mètodes (una iogurtera) que per als iogurts. Una culleradeta de sucre per un litre de suc de soja s'afegeix per a promoure la fermentació bacteriana. La soja no té lactosa (el sucre de la llet) que és l'aliment bàsic dels bacteris del iogurt (que es fa amb llet).
Les postres de soja fetes a casa tenen un lleuger gust de soja quan es fan directament de la llet de soja, aquest gust és menys pronunciat en els postres de soja comercials.

## Nutrició
Segons alguns, les postres semblants al iogurt que es fa amb suc de soja contenen menys greix que un iogurt, fet de llet de vaca, això és al voltant del 2,7% contra el 3,5% del iogurt de llet sencera. Altres consideren que en té el mateix, però de diferent tipus.
Nutricionalment, els aliments a base de soja, com és un vegetal, tenen greixos insaturats, mentre que els que són a base de llet de vaca o d'altre mamífer els tenen saturats. Aquest producte conté el triple de ferro que el iogurt, tot i que el ferro provinent de la soja, o de qualsevol altre aliment vegetal, s'absorbeix molt pitjor que el de la llet i tots els altres aliments animals. D'altra banda, al contrari que al iogurt, on aquestes substàncies abunden, les postres de soja no aporten gens de vitamina D i la seva quantitat de calci és pràcticament menspreable.
Aquestes postres contenen isoflavones, que ajuden a reduir la pèrdua de massa osia i va bé contra els fogots. Pot ser una alternativa a les postres làctiques per a persones amb al·lèrgia a la proteïna caseïna o intolerància a la lactosa de la llet.

## Societat
Són un aliment que els vegans no tenen inconvenient a menjar, a diferència dels productes derivats de llet. En canvi, sent la soja un producte de la Xina i aliè a la cultura i gastronomia europea, en aquest continent no és del grat del consumidors Slow Food, locàvors ni Quilòmetre Zero, que consideren a més que es tracta d'un producte industrial de baixa qualitat i innecessari, només creat per a rentabilitzar encara més les grans extensions de conreus de soja en aquest país. Aquest motiu és relacionat per alguns amb la no sostenibilitat i per això de poc grat, a Europa, d'algunes persones i cooperatives que volen considerar-se de consum alimentari responsable.